# Inge Janssen
Inge Janssen (Voorburg, 20 de abril de 1989) es una deportista neerlandesa que compite en remo.
Participó en tres Juegos Olímpicos de Verano, obteniendo una medalla de plata en Río de Janeiro 2016, en la prueba de cuatro scull, el octavo lugar en Londres 2012 (doble scull) y el sexto en Tokio 2020 (cuatro scull).
Ganó tres medallas en el Campeonato Mundial de Remo entre los años 2015 y 2019, y siete medallas en el Campeonato Europeo de Remo entre los años 2013 y 2021.

## Palmarés internacional
| Juegos Olímpicos   | Juegos Olímpicos          | Juegos Olímpicos  | Juegos Olímpicos |
| Año                | Lugar                     | Medalla           | Prueba           |
| ------------------ | ------------------------- | ----------------- | ---------------- |
| 2016               | Río de Janeiro (Brasil)   | Medalla de plata  | Cuatro scull     |
| Campeonato Mundial |                           |                   |                  |
| Año                | Lugar                     | Medalla           | Prueba           |
| 2015               | Aiguebelette (Francia)    | Medalla de bronce | Cuatro scull     |
| 2017               | Sarasota (Estados Unidos) | Medalla de oro    | Cuatro scull     |
| 2019               | Ottensheim (Austria)      | Medalla de bronce | Cuatro scull     |
| Campeonato Europeo |                           |                   |                  |
| Año                | Lugar                     | Medalla           | Prueba           |
| 2013               | Sevilla (España)          | Medalla de bronce | Scull individual |
| 2014               | Belgrado (Serbia)         | Medalla de bronce | Doble scull      |
| 2015               | Poznań (Polonia)          | Medalla de plata  | Cuatro scull     |
| 2017               | Račice (República Checa)  | Medalla de plata  | Cuatro scull     |
| 2019               | Lucerna (Suiza)           | Medalla de plata  | Cuatro scull     |
| 2020               | Poznań (Polonia)          | Medalla de oro    | Cuatro scull     |
| 2021               | Varese (Italia)           | Medalla de oro    | Cuatro scull     |